# Chorinea sylphina
Chorinea sylphina (nombre común en inglés, sylphina angel) es una especie de mariposa de la familia Riodinidae. Se encuentra distribuida en Bolivia, Ecuador, y Perú.
Los adultos vuelan bajo el sol del día, pero también suelen esconderse en los arbustos.